# Хопёрская тропа

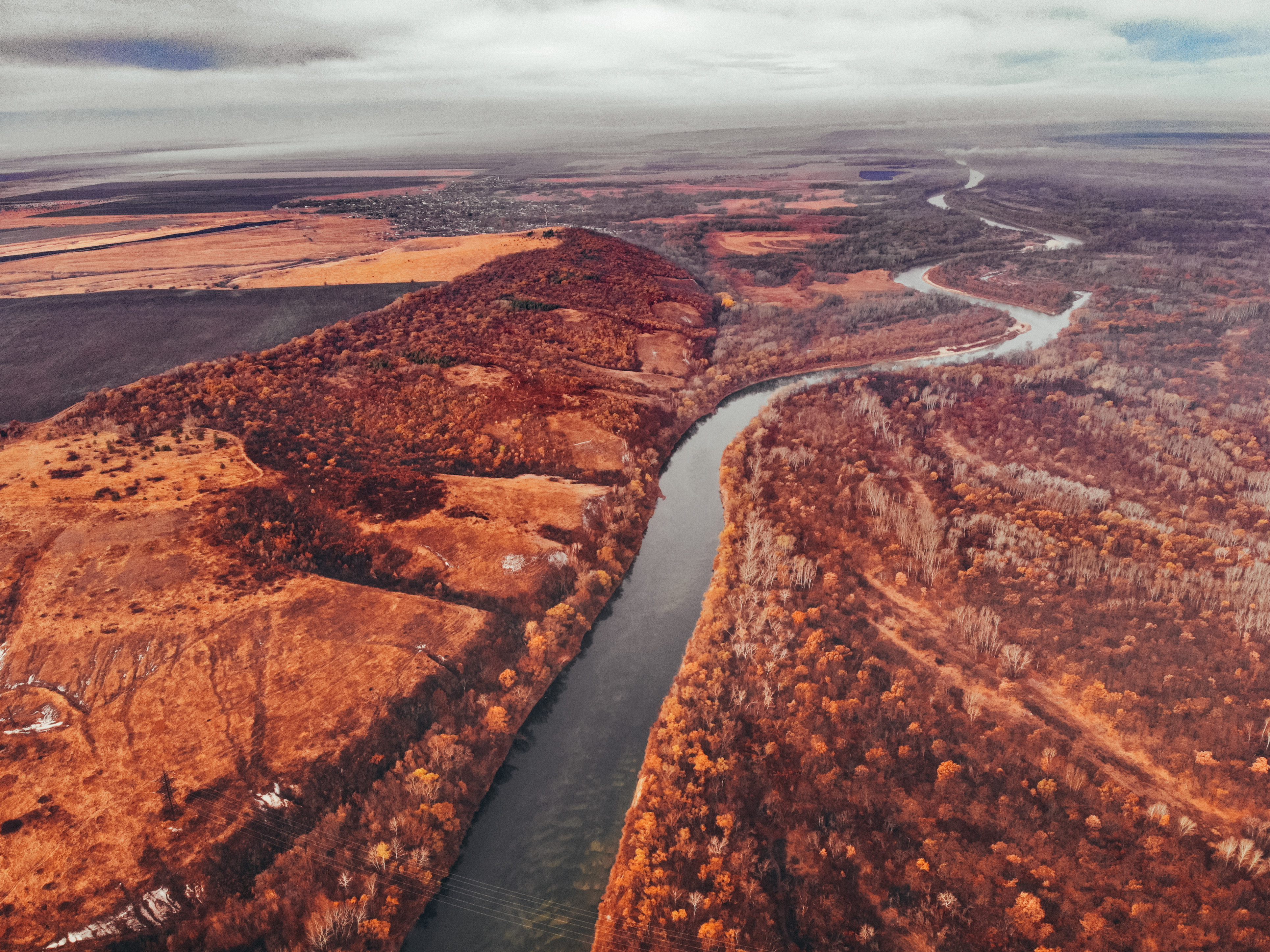
Осень на Хопёрской тропе. Панорамный вид на пойму рек Хопёр и Бузулук

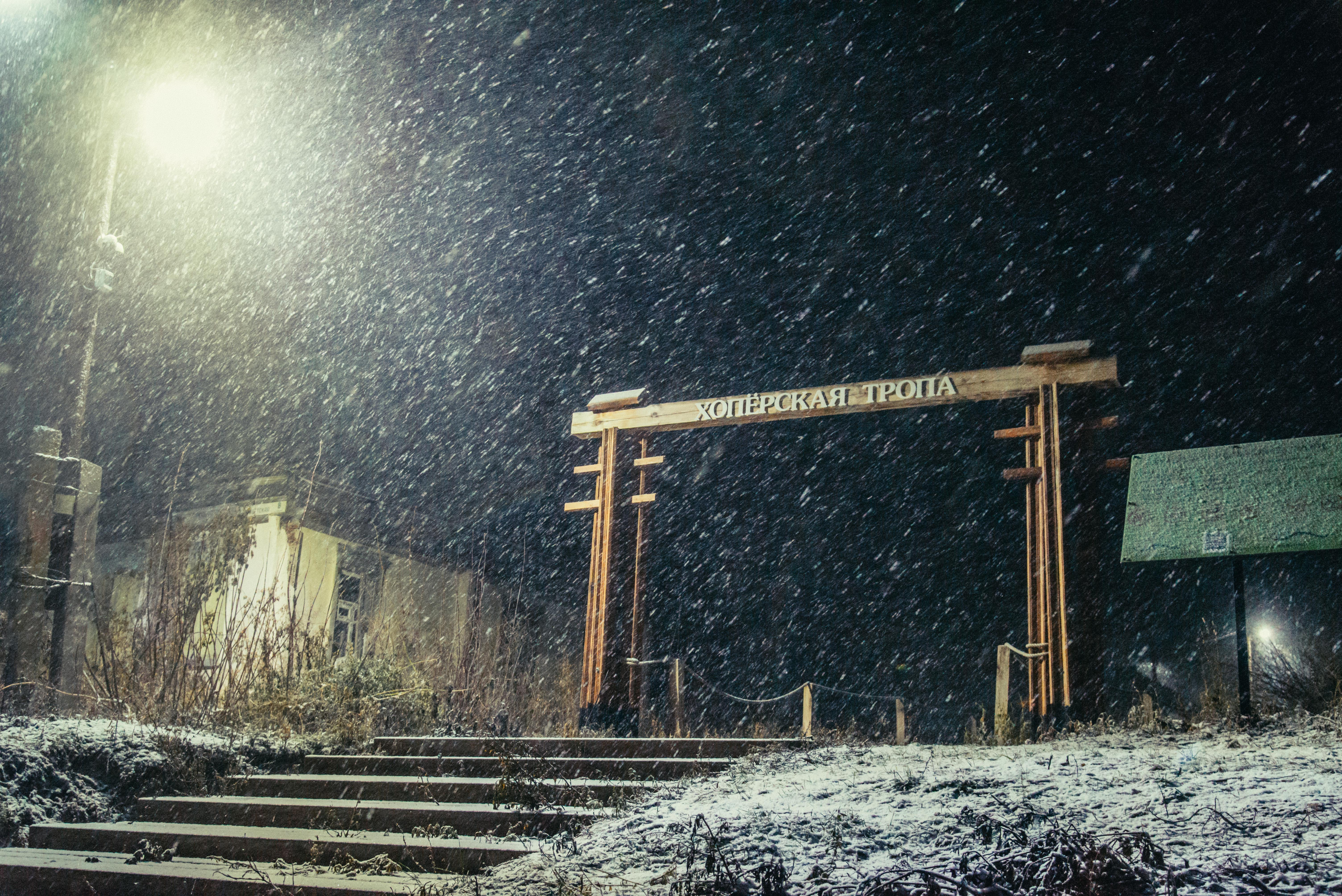
Первый снег на Хопёрской тропе

Хопёрская тропа — туристический маршрут в Алексеевском районе Волгоградской области. Сеть туристических троп проходит по территории Нижнехопёрского природного парка.
Общая протяжённость троп — 12 км.

## Маршрут тропы
Главная тропа имеет начало у станицы Усть-Бузулукской и проходит у подножья мелового холма по правому берегу реки Хопёр, мимо устья реки Бузулук, до бывшего хутора Перепольского (ныне не существующего). Хопёрская тропа создана в 2020 году и имеет на сегодняшний день протяжённость 12 километров. Тропы покрыты древесной щепой. На маршруте имеются 3 смотровые площадки, с восточной, северной и западной стороны мелового холма, на высоте 150—158 метров над уровнем моря, с которых открывается панорамный вид на Нижнехопёрский природный парк, реки Хопёр и Бузулук.

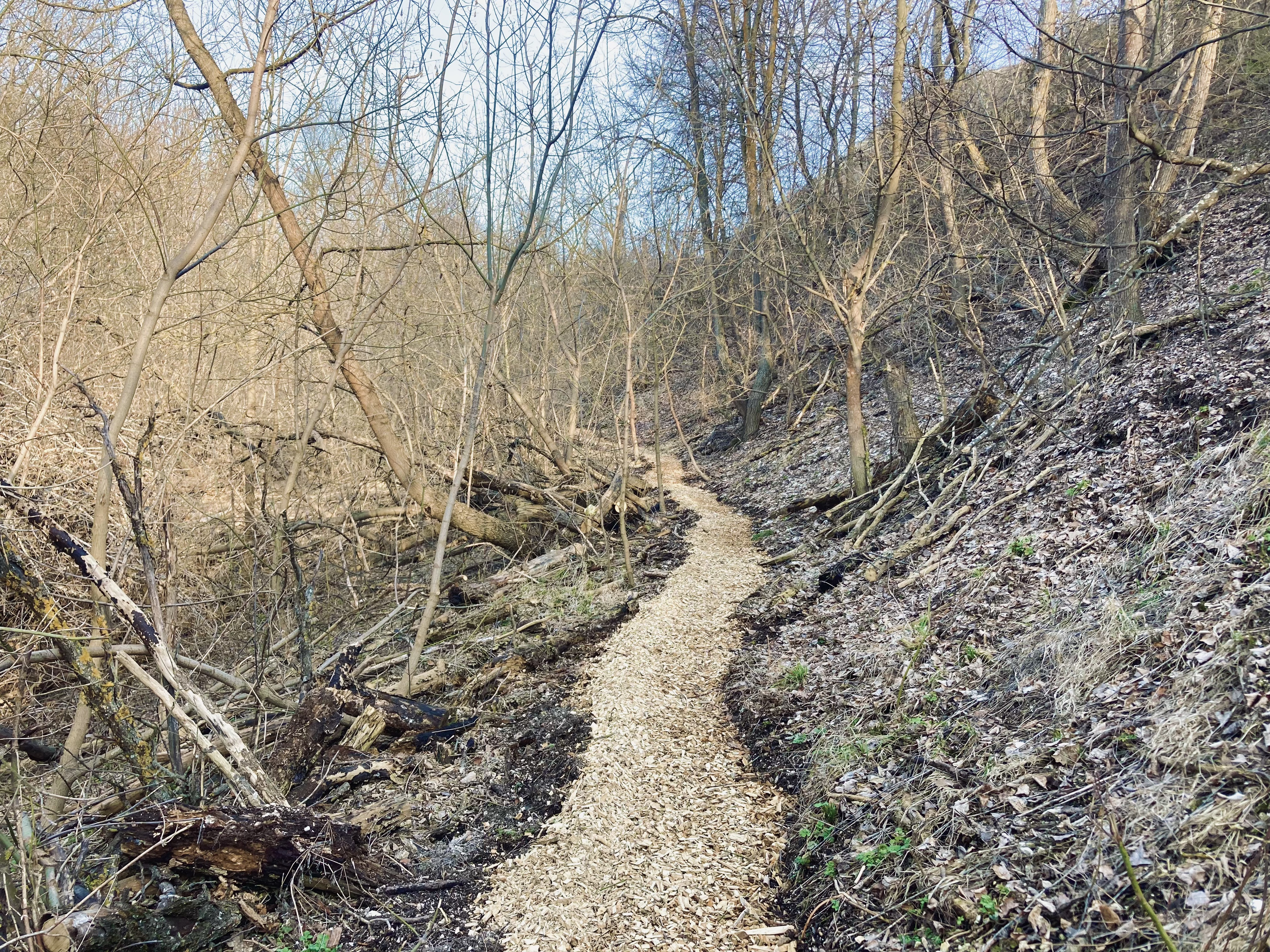
Тропа ранней весной
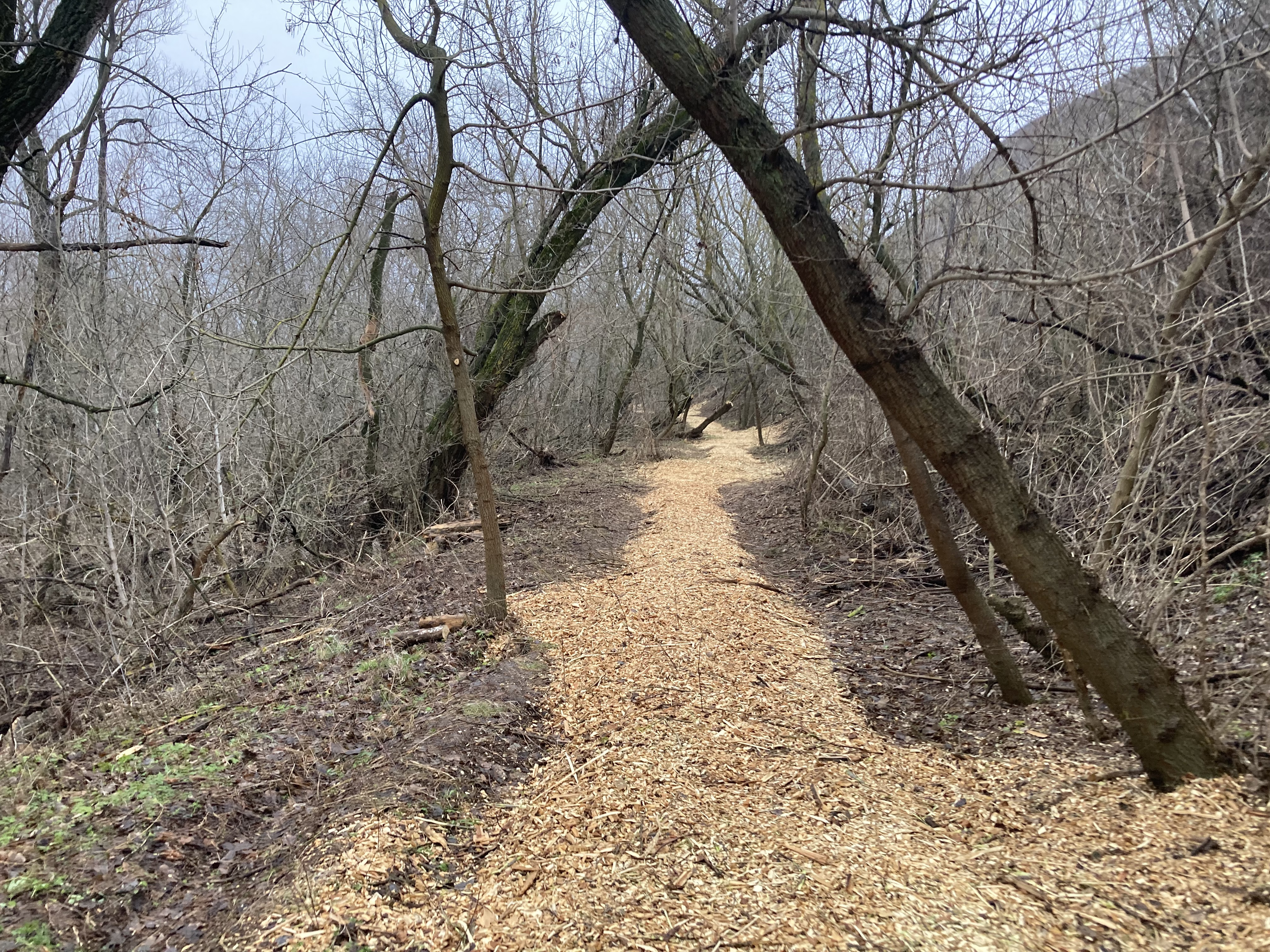
Ранней весной
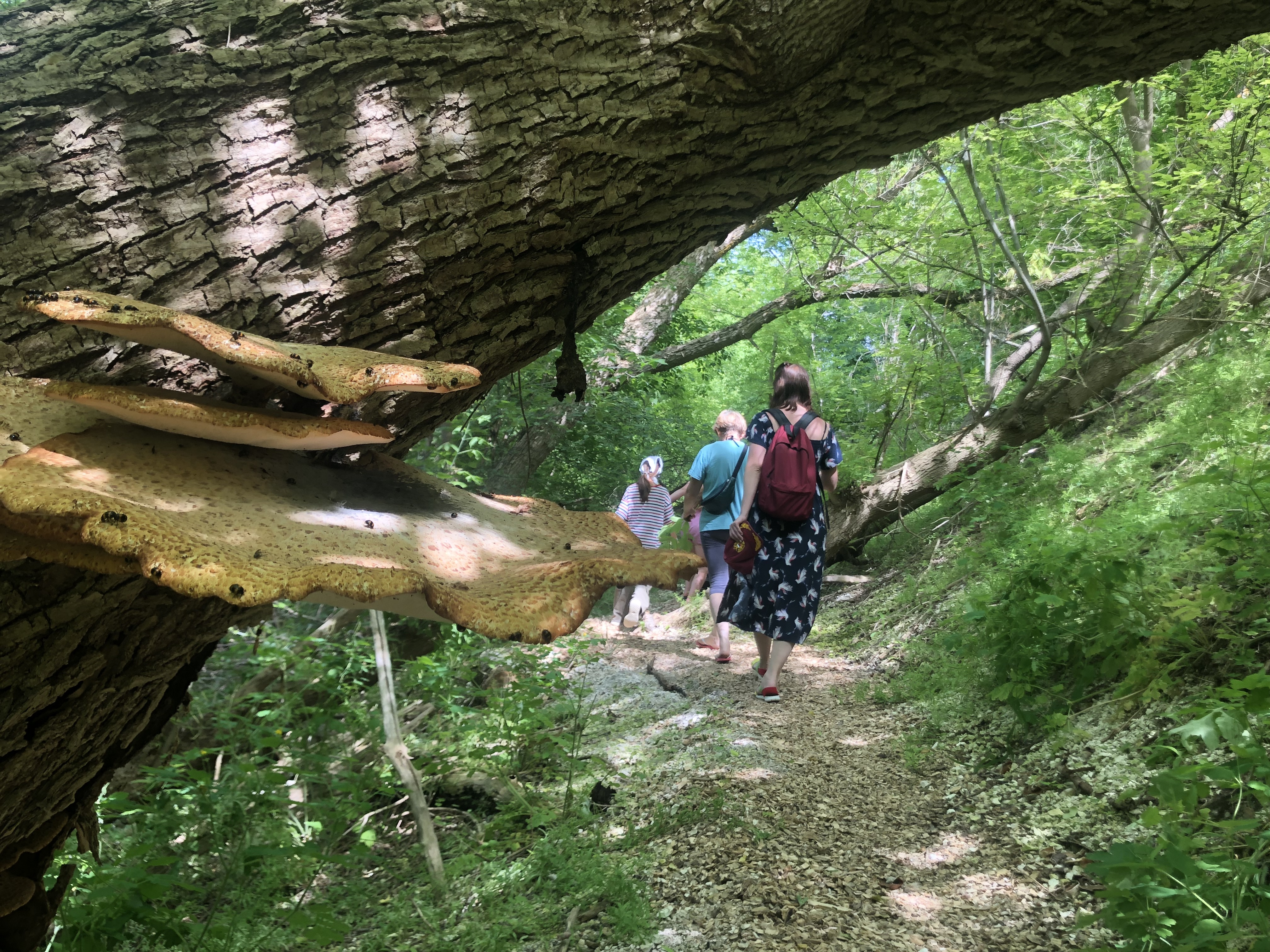
Прогулка по Хопёрской тропе
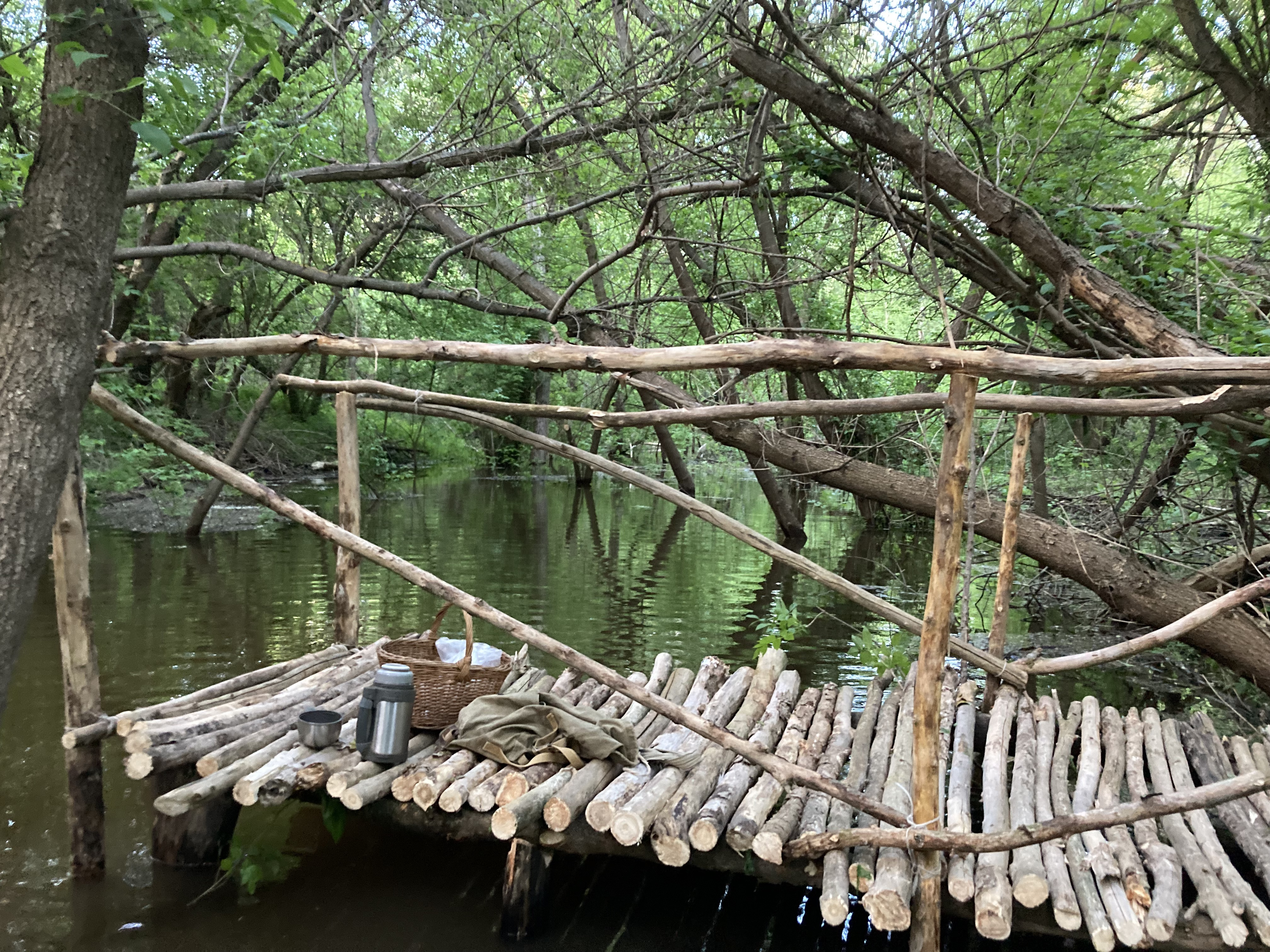
Мостик на тропе
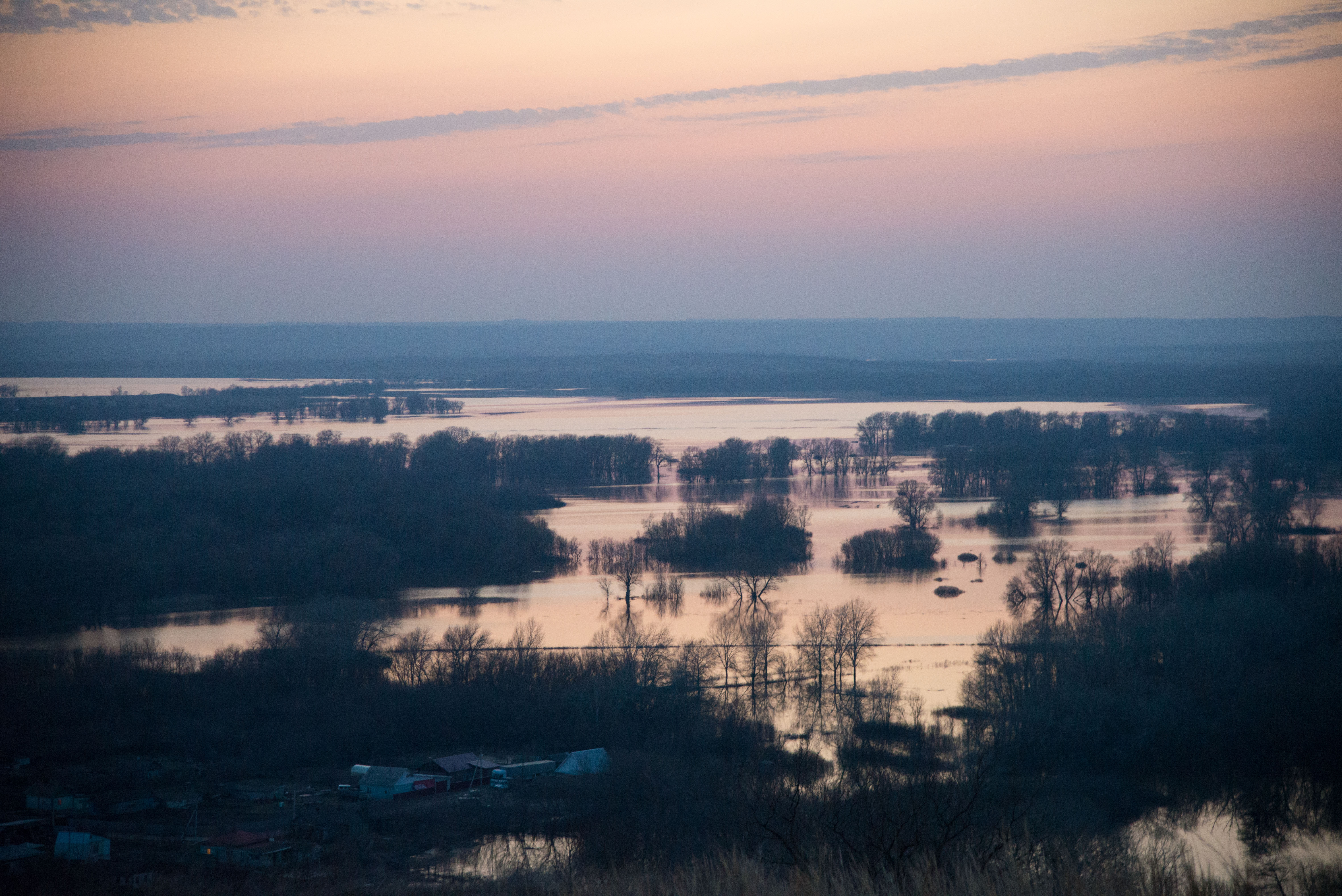
Вид с западной смотровой площадки в разлив
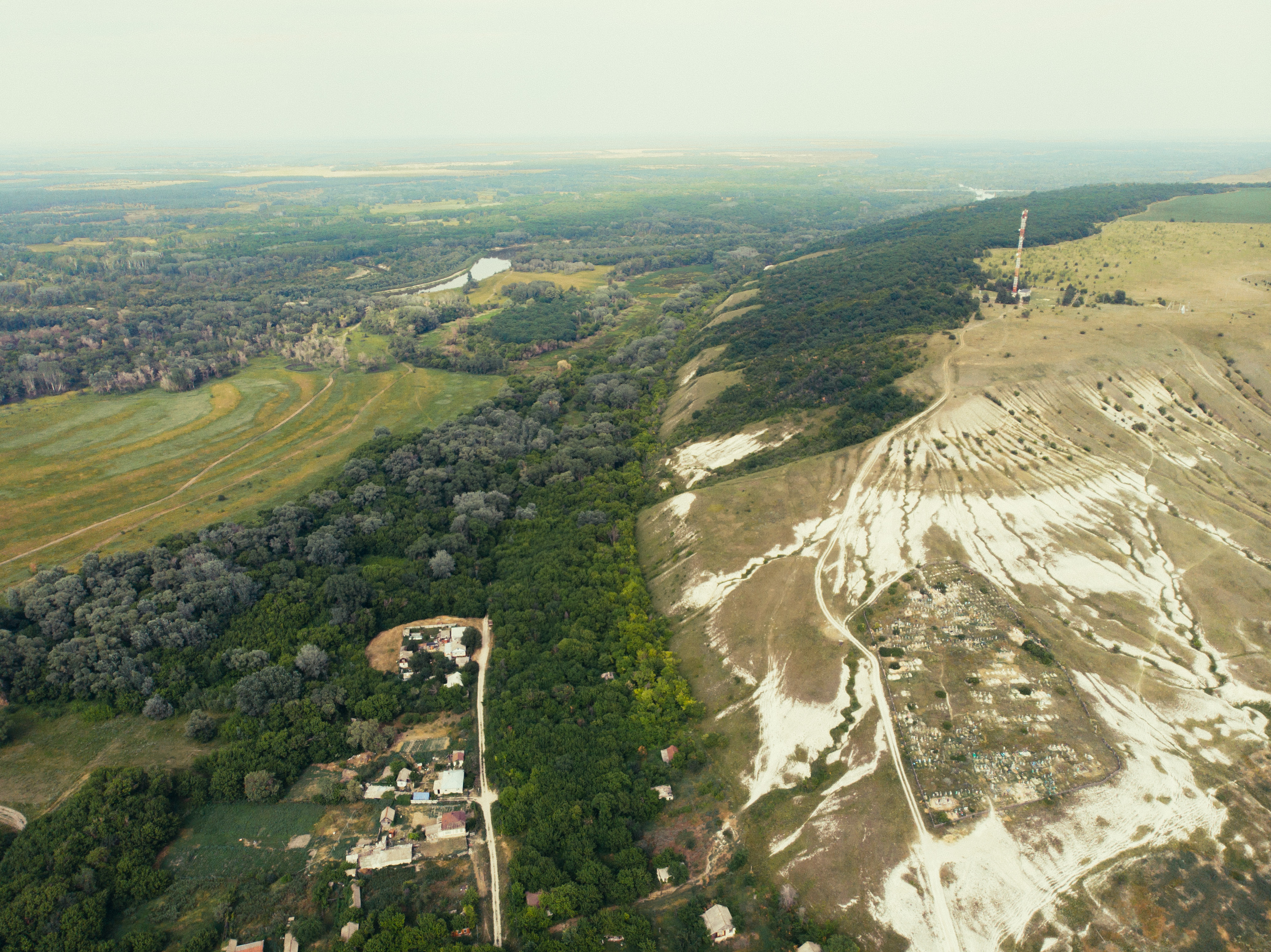
Нижнехопёрский природный парк. Хопёрская тропа
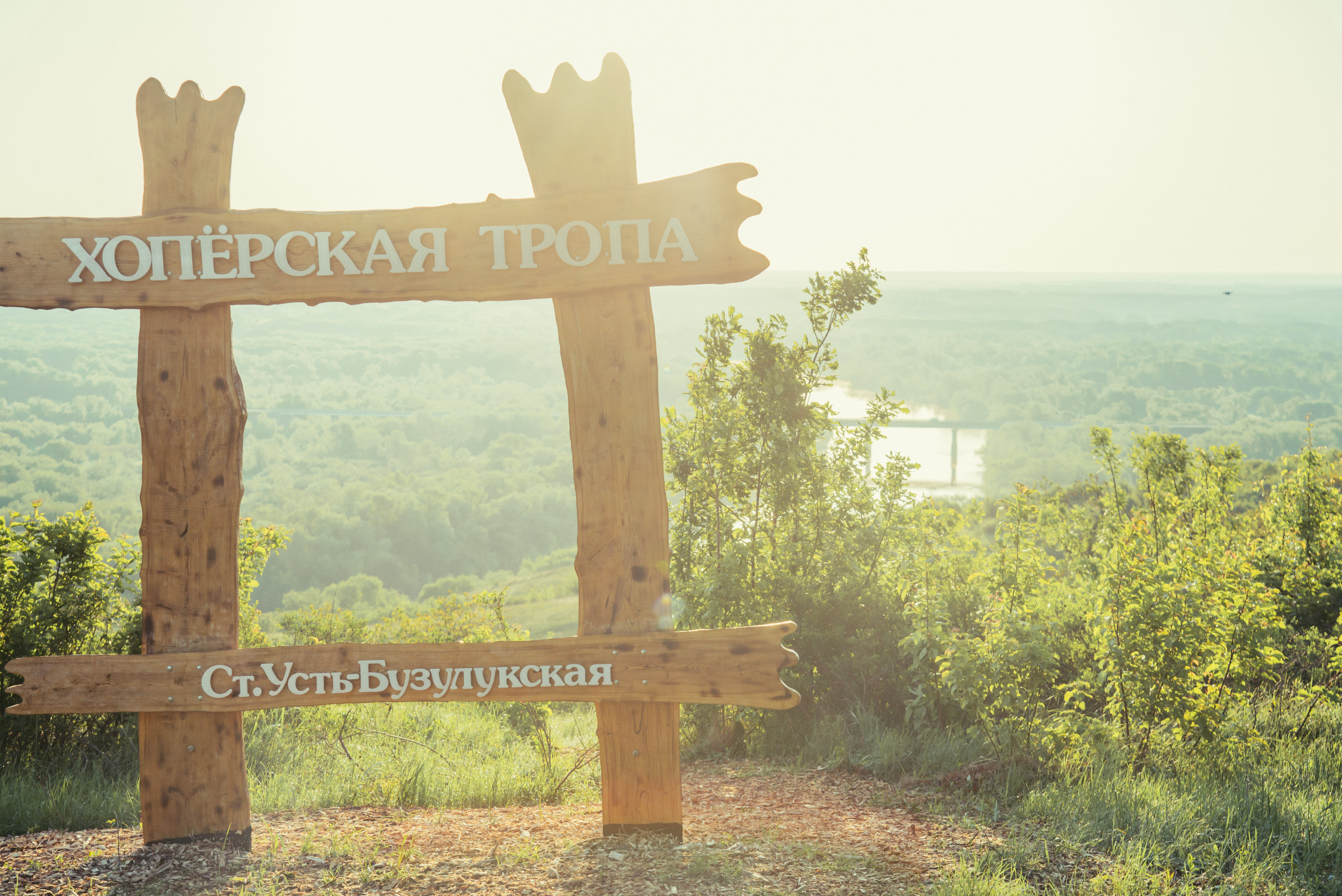
Смотровая площадка тропы. Вид на р.Хопёр
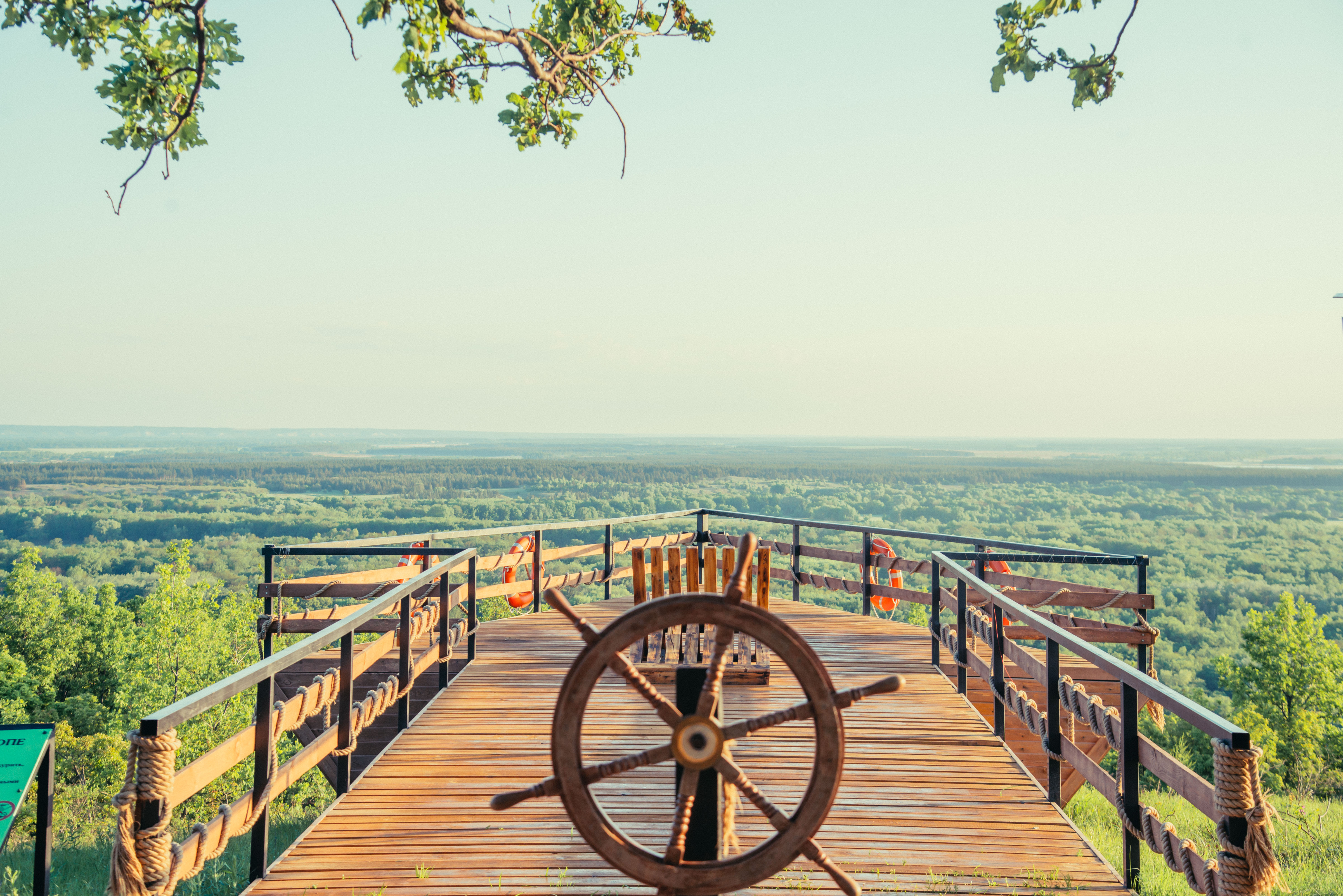
Смотровая площадка тропы. Вид на  пойму р.Хопёр
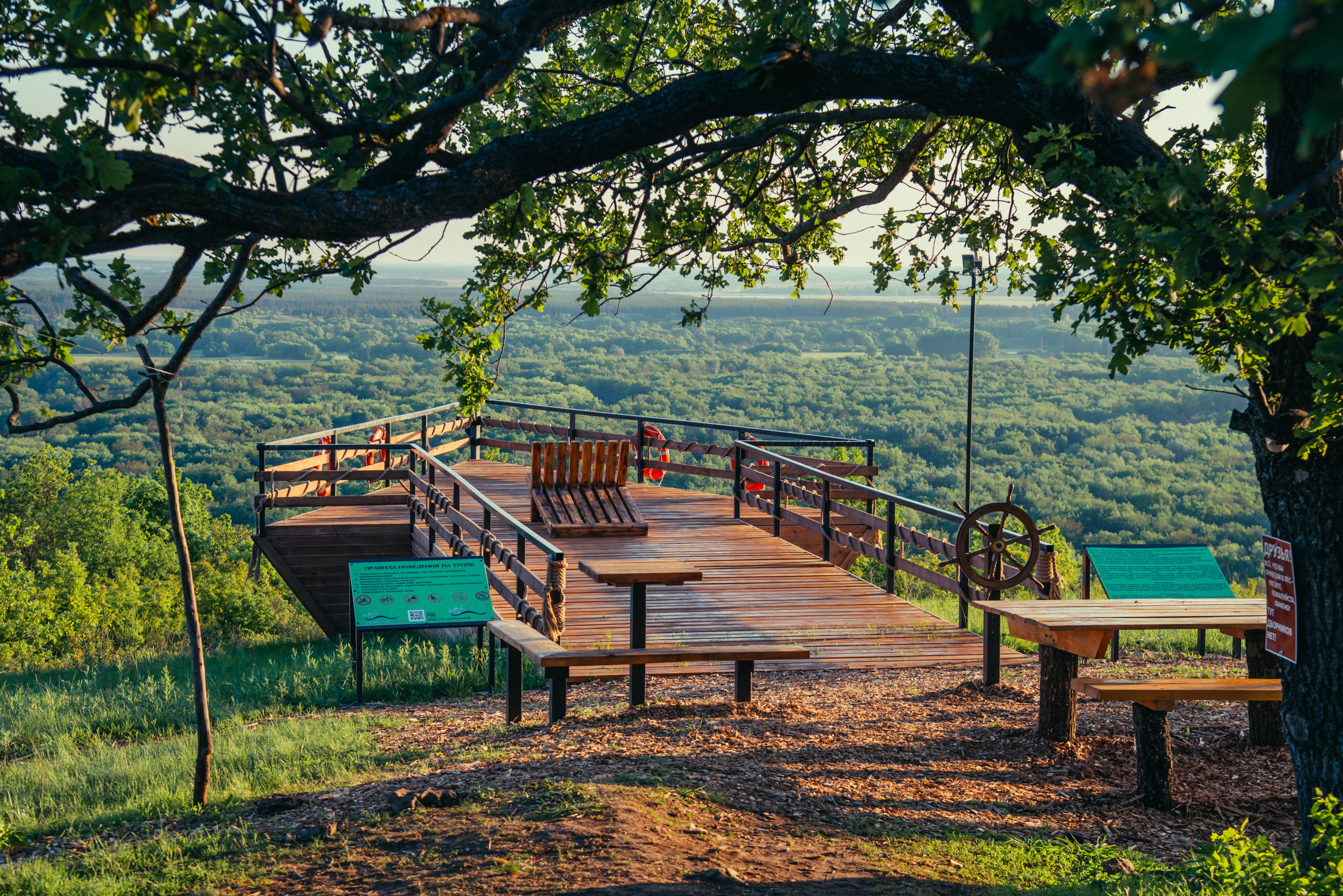
Смотровая площадка тропы. "Корабль"
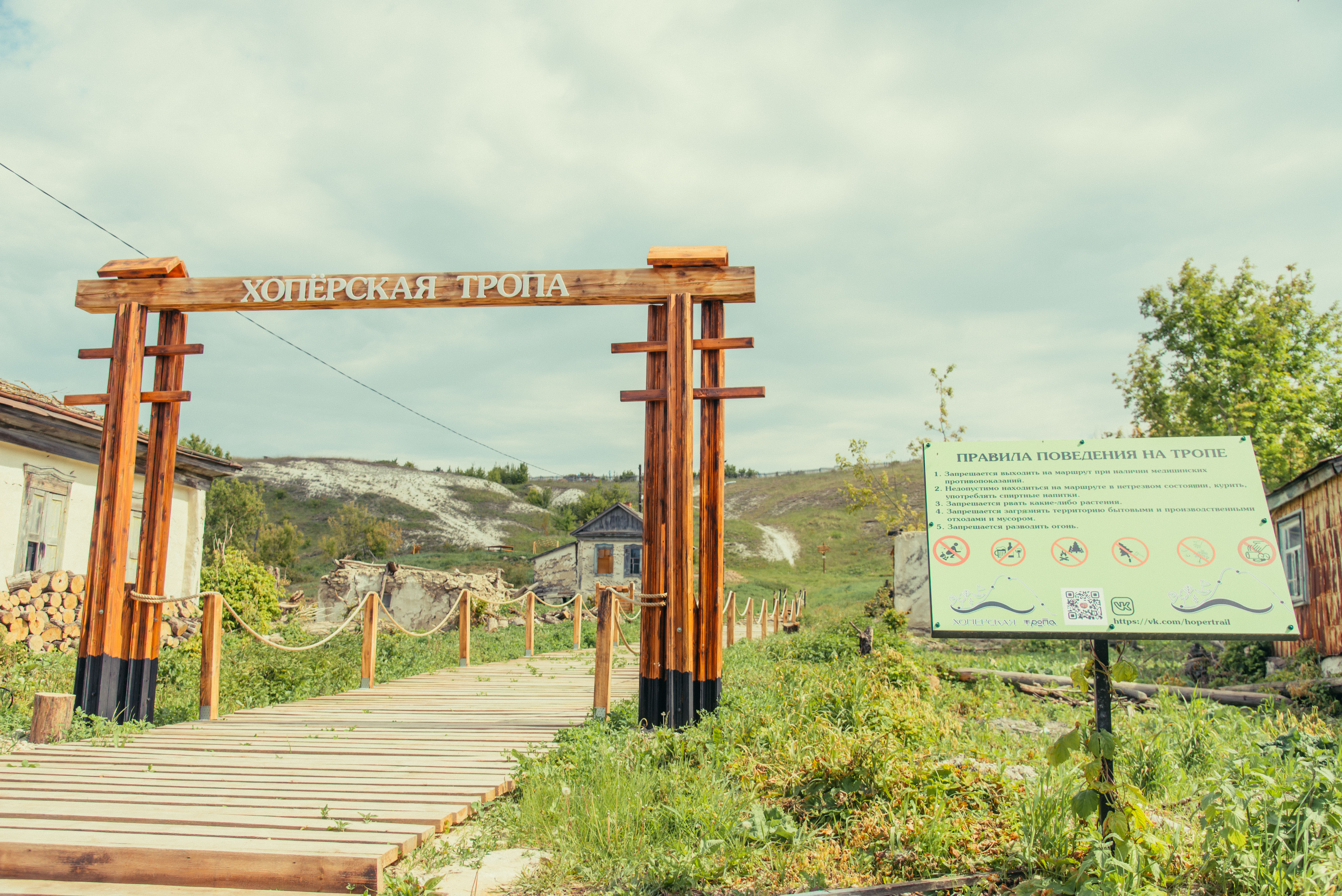
Стартовая площадка
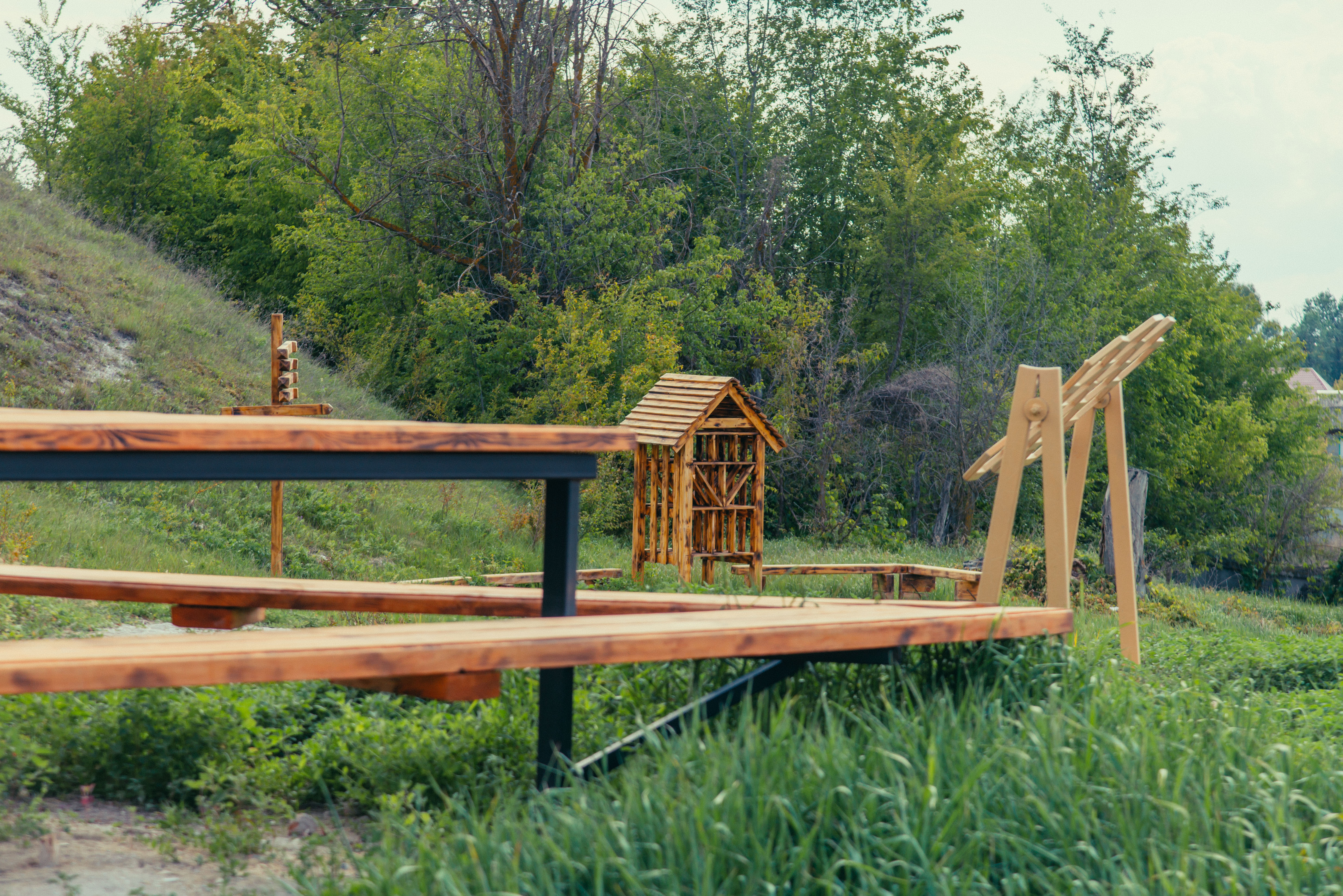
Место привала.